# اندیس سیلیکات نیشابور (ادیب پور) ۱
سیلیکات نیشابور (ادیب پور) ۱ یک اندیس فلزی است، که در حوالی شهر مشکان استان خراسان قرار دارد و مادهٔ معدنی موجود در آن، مس است.  